# Meranoplus levis
Meranoplus levis är en myrart som beskrevs av Horace Donisthorpe 1942. Meranoplus levis ingår i släktet Meranoplus och familjen myror. Inga underarter finns listade i Catalogue of Life.